# Rusa
För andra betydelser, se Rusa (olika betydelser).
Rusa är ett släkte i familjen hjortdjur med fyra arter som förekommer i södra och sydöstra Asien.
Arterna listades tidigare i släktet Cervus. Efter en genetisk undersökning av Emerson och Tate (1993) föreslogs att flera arter ska flyttas från släktet Cervus till egna släkten. En studie av Randi et al. (2001) bekräftade att de fyra arterna utgör en monofyletisk grupp. De utvecklades alltså från samma anfader.
Arterna är:
- Alfreds hjort (Rusa alfredi), på Visayaöarna som tillhör Filippinerna.
- Rusa marianna, på Filippinerna.
- Rusa timorensis, på Java och mindre öar i närheten, men inte på Timor.
- Sambarhjort (Rusa unicolor), från Indien och södra Kina till Sumatra och Borneo.

IUCN listar Alfreds hjort som starkt hotad (EN) och de andra arterna som sårbar (VU).